# りな (ジュニアアイドル)
りなは、日本のチャイルドモデル。エンジェルプロダクション所属。

## 人物
2006年11月の作品を最後に、突然活動をやめていた。2008年1月、同事務所より約1年ぶりに活動再開するという発表がなされ、その年に新作の写真集とDVDが数本出たが、その後はあまり活動していない。

## 作品
DVD
CD-ROM写真集
Angel kiss　(メジャー作品)